# 블루덴츠군

블루덴츠군의 위치

블루덴츠군(독일어: Bezirk Bludenz)은 오스트리아 포어아를베르크주에 위치한 군으로 행정 중심지는 블루덴츠이며 면적은 1,287.63km2, 인구는 61,407명(2012년 기준), 인구 밀도는 48명/km2이다. 북쪽으로는 브레겐츠군, 펠트키르히군, 동쪽으로는 티롤주 로이테군, 란데크군과 접하며 서쪽으로는 리히텐슈타인, 스위스 그라우뷘덴주와 국경을 접한다.

## 하위 행정 구역
1개 도시, 2개 시장도시, 26개 일반 시를 관할한다.
- 도시
  - 블루덴츠(Bludenz)
- 시장도시
  - 넨칭(Nenzing)
  - 슈룬스(Schruns)
- 일반 시
  - 바르톨로메베르크(Bartholomäberg)
  - 블론스(Blons)
  - 블루데슈(Bludesch)
  - 브란트(Brand)
  - 뷔르스(Bürs)
  - 뷔르저베르크(Bürserberg)
  - 달라스(Dalaas)
  - 폰타넬라(Fontanella)
  - 가슈른(Gaschurn)
  - 이너브란츠(Innerbraz)
  - 클뢰슈테를레(Klösterle)
  - 레흐암아를베르크(Lech am Arlberg)
  - 로륀스(Lorüns)
  - 루데슈(Ludesch)
  - 뉘치더스(Nüziders)
  - 라갈(Raggal)
  - 장크트안톤임몬타폰(Sankt Anton im Montafon)
  - 장크트갈렌키르히(Sankt Gallenkirch)
  - 장크트게롤트(Sankt Gerold)
  - 질버탈(Silbertal)
  - 존타크(Sonntag)
  - 슈탈러(Stallehr)
  - 튀링겐(Thüringen)
  - 튀링거베르크(Thüringerberg)
  - 차군스(Tschagguns)
  - 판단스(Vandans)